# St.-Michaels-Kirche (Opole)

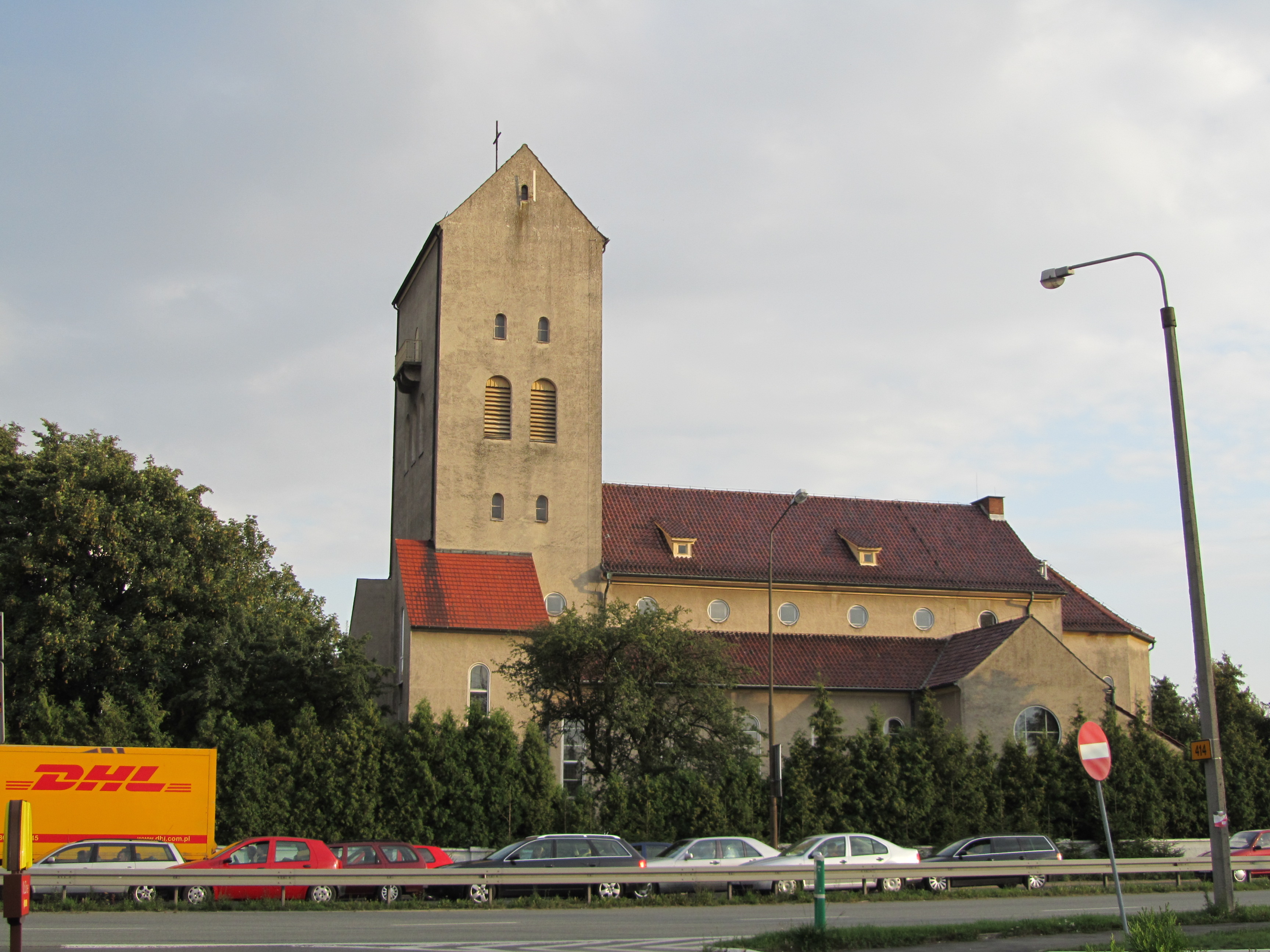
Nordseite mit Glockenturm

Die Pfarrkirche St. Michael (polnisch Kościół św. Michała) ist eine römisch-katholische Kirche in Półwieś (Halbendorf), einem Stadtteil der oberschlesischen Stadt Opole (Oppeln). Die Kirche ist die Hauptkirche der Pfarrei St. Michael (Parafia św. Michała) in Opole. Das Gotteshaus liegt südlich des Dorfs Półwieś an der Ecke ul. Księdza Bolesława Domańskiego / ul. Wrocławska (Breslauer Straße).

## Geschichte

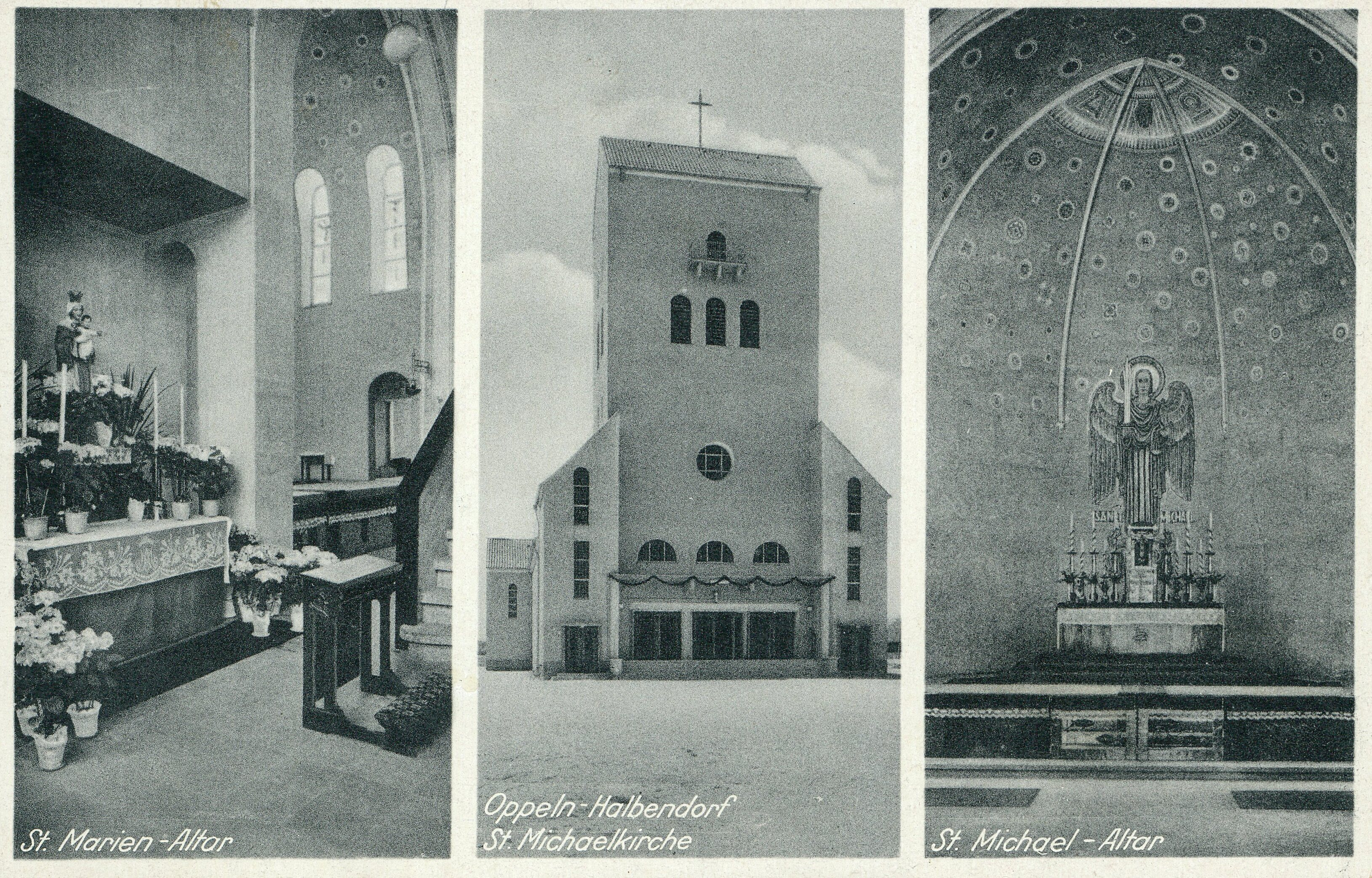
Alte Ansichtskarte (um 1938)

Bedingt durch die schnell wachsende Bevölkerung im Westen von Oppeln, wurde auf Initiative des Oppelner Pfarrers Josef Kubis der Bau einer Pfarrkirche in Halbendorf beschlossen. Das Grundstück an der Breslauer Straße wurde von den Halbendorfern Paul Kandziora und Franz Kolosa gestiftet. Die Grundsteinlegung wurde im Frühjahr 1936 vollzogen. Der Entwurf stammte vom Architekten und Breslauer Diözesanbaurat Anton Mokroß.
Mitte des Jahres 1937 konnte der Betonbau fertiggestellt werden. Die feierliche Konsekration nahm am 26. September 1937 Kardinal Adolf Bertram vor. Erster Pfarrer wurde Wilhelm Görlich. Im gleichen Jahr wurde die Pfarrei St. Michael in Halbendorf gegründet.
Der Kirchenbau steht seit 2011 unter Denkmalschutz.

## Architektur und Ausstattung
Die Orgel wurde von der Werkstatt Rieger in Jägerndorf hergestellt.